# هفت بی‌غیرت ارجمند

فمی بنوسی (راست) در صحنه‌ای از اپیزود اول فیلم.

هفت بی‌غیرت ارجمند (ایتالیایی: I sette magnifici cornuti) یک فیلم کمدی سکسی سبک ایتالیایی هفت اپیزودی به کارگردانی لوئیجی روسو است که در سال ۱۹۷۴ منتشر شد.

## گزیدهٔ بازیگران
- تیبریو مورجا
- فمی بنوسی
- باربارا مارتسانو
- کارلو دله پیانه
- انتسو لیبرتی
- الیسا مایناردی
- اورسته لیونلو
- آدریانا جوفره
- لوچانو پیگوتسی
- دیدی پرگو
- النا فیوره
- پائولا مائیولینی